# Tomáš Vavřinec
Tomáš Vavřinec (* 28. ledna 1962 Praha) je český podnikatel a automobilový závodník.

## Osobní život a vzdělání
Tomáš Vavřinec se narodil v Praze, kde vystudoval sportovní Gymnázium Nad Štolou. Od roku 1976 se věnoval sportovnímu veslování. 1× se stal mistrem republiky. Byl členem vítězné posádky v juniorských Primátorkách jako reprezentant Tatry Smíchov ČKD.
Automobilovým sportům se začal věnovat na gymnáziu, kde se stal členem týmu AMK Praha 3 Žižkov, se kterým jezdil na závody jako mechanik. V roce 1989 se účastnil jako jezdec svého prvního závodu do vrchu. Od roku 2009 se věnuje automobilovým sprintům.
Vystudoval Právnickou fakultu Univerzity Karlovy, kde získal titul JUDr.
Od roku 1997 drží obrazovou ochrannou známku na pohádkovou postavu Kocour Vavřinec.

## Závodní kariéra
Tomáš Vavřinec začal svou závodní kariéru v roce 1989. V průběhu své kariéry se zúčastnil více než 500 závodů v ČR a Evropě v závodech do vrchu, na okruzích a v dalších motoristických disciplínách.
3x získal Pohár FIA v závodech do vrchu evropského šampionátu (1995, 1997, 2017).
Je součástí realizačního týmu pro Středoevropskou rallye MS – WRC.

### Kariérní milníky
- 1989
  - Debutoval v závodech do vrchu se Suzuki Swift GTI.[2]
- 1990
  - Zaznamenal první výhru při závodu do vrchu v Bánovcích.[3]
  - Stal se členem reprezentace ČR.
  - Stal se zakládajícím členem Autoklubu ČR a členem Výkonného výboru Autoklubu ČR.
- 1995
  - Poprvé získal Pohár FIA a stal se vicemistrem Evropy v závodech do vrchu.
- 2006
  - Přerušil členství v reprezentaci ČR.[3]
- 2009
  - Začal závodit v automobilových sprintech.
- 2015
  - 2. místo v 12 hodinovém vytrvalostním závodě Epilog Autodrom Brno.
- 2016
  - Obnovil členství v reprezentaci ČR.
- 2017
  - Získal Zlatý volant v kategorii Vrchy.[5]

### Závodní vozy
- Suzuki Swift GTI
- Škoda Favorit[2]
- Nissan Sunny GTI[2]
- Ford Fiesta[2]
- Ford Sierra Cosworth[2]
- Ford Escort RS Cosworth
- BMW 325
- Lancia Delta Integrale EVO[2]
- Mitsubishi Lancer EVO X
- Mitsubishi Lancer EVO IX

## Ocenění
- Cena Jiřího Sedláře (1992) – Udělená nejlepšímu mladému českému automobilovému závodníkovi.[1][2]
- Pohár FIA a titul vicemistr Evropy – v letech 1995, 1997, 2017 (závody do vrchu)
- Zlatý volant (2017) – Nejlepší závodník v kategorii Vrchy[6]
- Je členem Klubu Mistrů Autoklubu ČR[2]